# Pseudexechia macrocantha
Pseudexechia macrocantha är en tvåvingeart som beskrevs av Uwe Kallweit 1995. Pseudexechia macrocantha ingår i släktet Pseudexechia och familjen svampmyggor.
Artens utbredningsområde är Nepal. Inga underarter finns listade i Catalogue of Life.